# Daarom noem ik je "m'n liefste" in een lied
Daarom noem ik je "m'n liefste" in een lied (Philips 6012 670) är en nederländsk singel av Cornelis Vreeswijk släppt 1976.
- A-sida: Daarom noem ik je "m'n liefste" in een lied
- B-sida: A tribute to Jim Croce